# Brazil at War
Brazil at War (em tradução livre, "Brasil na Guerra") é um filme propaganda de 1943, consiste em um pequeno documentário produzido pelo Escritório de Informação de Guerra dos Estados Unidos e pelo Escritório de Assuntos Interamericanos durante a Segunda Guerra Mundial.
O filme tem 9 minutos de duração e é criticado por se tratar de uma propaganda para o Estado Novo de Vargas, a maior parte do filme consistem em trombetas tocando e demonstrações do suposto "progresso" do Brasil, pelo presidente Getúlio Vargas, demonstra o Rio de Janeiro como uma "cidade americana", conhecida por suas artes e cultura, e apresenta a Constituição do Brasil como liberal democrática onde valia a liberdade para os trabalhadores e autonomia dos serviços sociais. Então tiros do Exército Brasileiro e da Marinha são mostrados, e é dito que 3 milhões de recrutas constam nos planos. (A Força Expedicionária Brasileira que mais tarde participaria da Campanha da Itália.)
Depois do envio do segmento da força militar do Brasil, o país também forneceu contribuições econômicas para a guerra, especialmente a produção de borracha e cristal.